# Lara van Ruijven
Lara van Ruijven est une patineuse de vitesse sur piste courte néerlandaise née le 28 décembre 1992 à Naaldwijk (Pays-Bas) et morte le 10 juillet 2020 à Perpignan (France).

## Biographie
Lara van Ruijven commence le patinage de vitesse, puis se lance dans le short-track à l'âge de six ans, encouragée par une amie. Elle considère la patineuse bulgare Evgenia Radanova comme son héroïne.
À dix-sept ans, elle déménage à Heerenveen où elle intègre l’équipe nationale néerlandaise, qui s’entraîne à la patinoire de Thialf. En parallèle, elle étudie le droit à l’université.

### Carrière

#### Individuelle
En 2010, elle participe aux championnats du monde junior, où elle prend la seconde place au 500 mètres et la sixième au classement général. Deux ans plus tard, elle intègre l’équipe nationale senior.
En 2014, Lara van Ruijven arrive 17e du 500 mètres aux Jeux olympiques.
En 2016, elle arrive 4e aux Championnats d'Europe.
Le circuit de Coupes du monde de 2017 sert de qualifications aux épreuves de patinage de vitesse sur piste courte aux Jeux olympiques de 2018. À la première manche de la Coupe du monde, elle arrive 13e au 500 mètres. Elle arrive aussi 9e au 1 000 mètres. Plus tard le même mois, elle se disloque l'épaule.
Elle remporte le titre sur 500 mètres aux Championnats du monde de 2019 à Sofia. Cette victoire fait d’elle la première femme néerlandaise à remporter une médaille d’or sur cette distance en championnats du monde.

#### Relais
En 2013 et 2014, l’équipe néerlandaise de relais, qui l’inclut, remporte la médaille d’or aux championnats d’Europe. En 2015, l’équipe est deuxième.
En novembre 2017, elle remporte la Coupe du monde au relais féminin, aux côtés de Yara van Kerkhof, Suzanne Schulting et Rianne de Vries.
Aux Jeux olympiques d'hiver de 2018, l’équipe féminine de relais, où elle patine aux côtés de Suzanne Schulting, Jorien ter Mors et Yara van Kerkhof, obtient à la fois la médaille de bronze et le record du monde de la discipline.

### Mort
Alors qu’elle est en stage à Font-Romeu avec l’équipe nationale, elle tombe malade. On lui diagnostique alors une maladie auto-immune.
Elle est hospitalisée à Perpignan le 25 juin 2020 puis placée en soins intensifs et plongée dans un coma artificiel le 29 juin. Elle subit plusieurs opérations. La maladie provoque plusieurs hémorragies internes, en particulier au cerveau. Son état s’aggrave à nouveau ; le matin du 10 juillet 2020, elle est considérée comme incurable et sa famille la rejoint à Perpignan.
Lara van Ruijven meurt en début de soirée le 10 juillet 2020 à Perpignan.